# サーフィング
サーフィングとは、波の上部（トップ）から波の下部（ボトム）へと波の表面（サーフェイス）を滑降すること又は波の進む力を推進力としてクルーズすることをいう。

## 概要
サーフィングを主目的とするスポーツとして知られる、ウォータースポーツとしてのサーフィンの呼称の由来である。
セーリングでは本来の意味で、このサーフィングという用語を用いている。波の向きが進行方向に適合した場合には、このサーフィングによって安定したクルーズが可能となる。
波の力、重力、浮力、水面におけるボトムからトップへの水流などの諸要素が関連した現象である。

## サーフィングをするスポーツ
- サーフィン - 細長い板で行う。
- ボディボード - 小型の板を使い行う。
- スタンドアップパドルボード - 細長い板とパドル（オール）を使って行う。